# عرب صباح اغريس
 عرب صباح اغريس (بالإنجليزية: AARAB SEBBAH GHERISS)‏ هي جماعة قروية تابعة لإقليم الرشيدية ضمن جهة درعة تافيلالت بالمغرب. بلغ مجموع عدد سكان  عرب صباح اغريس حسب إحصاءات 2004 حوالي 4937 نسمة يعيشون في 688 أسرة.

## إحصاء عام
| السنة | عدد السكان | عدد الأسر | عدد الأجانب |
| ----- | ---------- | --------- | ----------- |
| 1994  | 5060       | 619       | °°°°        |
| 2004  | 4937       | 688       | 0           |